# 达蓬山
达蓬山是中国浙江省宁波市一座山峰，山峰主体位于慈溪市龙山镇境内，部分位于镇海区九龙湖镇北部，海拔422米。达蓬山原名香山，后由于相传徐福曾经从此东渡蓬莱因而得名达蓬。目前，达蓬山由宁波雅戈尔集团开发，建有徐福文化园、佛迹寺、达蓬山庄等旅游设施和商务、住宿等设施，为中国国家4A级旅游景区。

## 周边景点
- 九龙湖景区
- 上林湖越窑遗址